# Banach-Steinhaus sats
Inom den gren av matematiken som kallas funktionalanalys är Banach-Steinhaus sats eller satsen om likformig begränsning som den också kallas ett ofta använt resultat.

## Banach-Steinhaus sats
- Låt {\displaystyle X} och {\displaystyle Y} vara två normerade vektorrum och {\displaystyle \{T_{\alpha }\}_{\alpha \in A}} en familj av begränsade linjära operatorer {\displaystyle T_{\alpha }:X\longrightarrow Y.} Denna familj besitter följande två egenskaper:
  - Operatornormerna {\displaystyle \{\Vert T_{\alpha }\Vert \}_{\alpha \in A}} är begränsade om vektornormerna {\displaystyle \{\Vert T_{\alpha }(x)\Vert \}_{\alpha \in A}} är begränsade, för varje punkt {\displaystyle x} i en icke-mager delmängd av rummet {\displaystyle X}.
  - Operatornormerna {\displaystyle \{\Vert T_{\alpha }\Vert \}_{\alpha \in A}} är begränsade om vektornormerna {\displaystyle \{\Vert T_{\alpha }(x)\Vert \}_{\alpha \in A}} är begränsade, för varje punkt {\displaystyle x} i Banachrummet {\displaystyle X}.

## Användning av Banach-Steinhaus sats
En omedelbar konsekvens av Banach-Steinhaus sats är den så kallade Principen om kondensation av singulariteter: 
Om {\displaystyle X} är ett Banachrum och {\displaystyle F_{n}} är en familj av obegränsade linjära operatorer från X till något annat linjärt rum {\displaystyle Y} så gäller att
{\displaystyle R=\{x\in X:\sup _{T\in F_{n}}\|T(x)\|=\infty ,\;{\mbox{for all}}\;n\}}
är tät i X. 
Ett annat viktigt resultat som kan visas med hjälp av Banach-Steinhaus sats är att de flesta kontinuerliga periodiska funktioner inte konvergerar punktvis till sin Fourierserieutveckling. Mer precist: för varje  {\displaystyle x\in \mathbb {T} } gäller att mängden av funktioner i {\displaystyle C(\mathbb {T} )} vars Fourierserie divergerar i x är tät i {\displaystyle C(\mathbb {T} )}.
Det är också Banach-Steinhaus sats, tillsammans med det faktum att grafen till Wienerprocessen har ändlig kvadratisk variation, som tvingade fran begreppet stokastisk integral och därmed det nya området stokastisk analys.

## Bevis av Banach-Steinhaus sats
Beviset bygger på Baires kategorisats och begreppet mager mängd.